# Les Résistants : de la guerre de l'ombre aux allées du pouvoir 1944-1989

Les Résistants : de la guerre de l'ombre aux allées du pouvoir 1944-1989 est une enquête d'histoire sociale et politique, écrite sous une forme romancée et publiée en 1989 par les journalistes, écrivains et enquêteurs Rémi Kauffer et Roger Faligot, qui est considérée comme un dictionnaire panoramique et une encyclopédie du parcours personnel et collectif des principales figures de la France Libre et de la résistance intérieure française, des années 1940 jusqu'aux années 1980, à travers la décolonisation ou les évènements de Mai 68.

## Contexte
Remarquée par les articles de presse, l'enquête de  Rémi Kauffer et Roger Faligot arrive peu après la publication par deux autres écrivains et enquêteurs, Hervé Hamon et Patrick Rotman, d'une enquête du même type, "Génération", également couronnée de succès, mais consacrée elle aux parcours personnels et politiques, sur trois décennies, de quelques-unes des figures de Mai 68.
Le livre arrive aussi en 1898 comme un complément historique apportant, sous forme de  « contrepoint journalistique », un regard différent de celui du livre de l'historien Henry Rousso , spécialiste  des usages politiques de l'histoire, paru deux ans plus tôt et consacré au "Syndrome de Vichy", dans le sillage de l'instruction judiciaire qui mènera plus tard au procès de Maurice Papon, au cours duquel cet historien, cité à comparaître par la défense, refusera, pour éviter le risque d'une confusion entre le rôle de l'historien et celui du juge.

## Enquête
L'enquête a procédé par le recueil de 80 entretiens personnels, en tentant de « reconstituer de nombreuses trajectoires qui se recoupent et s'éloignent sur près d'un demi-siècle, à travers deux républiques et sur arrière-fond d'événements mondiaux » qui ont marqué l'horizon de la France. Elle a le plus souvent essayé de répondre aux questions sur « ce que sont devenus après la guerre les anciens résistants », souvent confrontés à des évolutions qui heurtent leur idéalisme, et de déterminer les rôles qu'ont tenté de jouer les uns et les autres, sous la IVe République puis sous la Ve République, sans éluder les comportements déterminés par « un sentiment d'appartenance » à une même communauté, au-delà des choix politiques faits pendant la guerre ou après. 
L'enquête trace aussi un tableau des succès et des échecs de la presse de la Libération et raconte « la grande querelle des vrais et faux résistants ». Le livre rappelle qu'en 1986, le nombre de résistants " homologués " sur leur demande était de 256933 mais que ce petit nombre a « fortement » pesé sur la vie politique française car « tous étaient des volontaires » et que « même pour ceux qui refusaient de l'admettre, leur engagement était finalement politique ».
Les auteurs racontent comme « la Résistance a divisé la droite », tandis que la gauche « s'est elle-même divisée » sur la guerre d'Algérie, épisode où d'anciens résistants comme le colonel Godard ont affronté « des anciens de la France libre aux côtés de militaires autrefois vichyssois » comme le général Raoul Salan.

## Critique
La critique de cette enquête a insisté sur l'apport important d'informations, permise par les sources du livre, plus 80 interviews de personnalités de la Résistance, qui ont nourri les 800 pages. Selon une critique de l'historien Jean Planchais dans le quotidien Le Monde, il offre « une intéressante enquête, contrepoint journalistique », à d'autres travaux plus centrés sur le côté pétainiste de l'histoire au moment des révélations sur Maurice Papon, et apporte « quantité d'éléments méconnus ou mal connus sur la politique des mouvements de résistance en 1945 ». Parmi ses révélations, l'échec rapide des tentatives visant à créer en 1944-1945 un "parti de la Résistance", mais aussi les « affaires éludées ou mal éclaircies », ainsi que « la tentative de création d'un parti travailliste », émanant du résistant Georges Izard, ou encore des aspects inconnus des luttes au sein du Parti communiste qui ont débouché dans les années 1950 sur les purges de la direction du PCF, où de nombreux résistants comme Charles Tillon, commandant en chef des FTP, ont été « accusés de titisme et chassés à l'époque du stalinisme virulent ».
Dans son compte-rendu, plus critique, pour la revue universitaire  Vingtième siècle, l'historien Claude Lévy a salué comme comptant « parmi les meilleurs » les chapitres « consacrés à l'immédiat après-guerre », et  ceux qui concernent la Guerre d'Algérie et « ses implications en métropole ». Il cependant exprimé plusieurs réserves sur ce livre qui tourne « souvent au Who's who de la Résistance », particulièrement parisienne ou londonnienne, doublé pour les autres résistants d'un « anticommunisme, dans l'air du temps », mais « répétitif et parfois injustifié », avec des « contresens » et « présupposés qui nuisent à la qualité » de l'enquête.
Plus sévère, une quinzaine d'années après, un livre collectif consacré à l'historiographie a considéré que l'enquête de Kauffer et Faligot pourvait être classée parmi les catégories de livres relevant du « feuilleton d'agents secrets », où « les exploits militaires tiennent le devant de la scène, au détriment de la Résistance humble et quotidienne, sans héroïsme et sans panache »